# Silnice II/466
Silnice II/466 je silnice II. třídy, která vede z Rohova ke hraničnímu přechodu Píšť–Owsiszcze. Je dlouhá 13,2 km. Prochází jedním krajem a jedním okresem.

## Vedení silnice

### Moravskoslezský kraj, okres Opava
- Rohov (křiž. I/46)
- Strahovice
- Chuchelná (křiž. III/46823, III/46824, III/46822, III/46820)
- Píšť (křiž. III/46819, III/4695)

## Historie
Silnice II/466 v dnešní podobě vznikla v roce 1997 v rámci celorepublikového přečíslování a revize kategorizace silnic. Původně se jednalo o jeden z úseků tehdejší silnice II/468.
Do tohoto roku nesla označení II/466 silnice Opava - Kravaře - Hlučín - Ostrava. Byla však povýšena na silnici první třídy a stala součástí dnešní silnice I/56.